# (3964) Данилевский
(3964) Данилевский (лат. Danilevskij) — типичный астероид главного пояса, открыт 12 сентября 1974 года советским астрономом Людмилой Журавлёвой в Крымской астрофизической обсерватории и 19 октября 1994 года назван в честь писателя Григория Данилевского.

## Обнаружение и именование
(3964) Данилевский
Открыт 12 сентября 1974 года в Научном Л. В. Журавлёвой.
Назван в память о русском и украинском писателе Григории Петровиче Данилевском (1829—1890).
Оригинальный текст (англ.)3964 Danilevskij
Discovered 1974-09-12 by Zhuravleva, L. at Nauchnyj.
Named in memory of Grigorij Petrovich Danilevskij (1829—1890), Russian and Ukrainian writer.
Источники: DISCOVERY.DB; M.P.C. 24121.

## Физические характеристики
Астероид относится к таксономическому классу C.
По результатам наблюдений в видимом и ближнем инфракрасном диапазоне космического телескопа NEOWISE диаметр астероида оценивался равным 5,977±0,124 км и 6,35±1,73 км. Согласно тем же источникам альбедо оценивается как 0,3420±0,0649, 0,25±0,10 и 0,342±0,065.